# バリー・ウインダム
バリー・ウインダム（Barry Clinton Windham、1960年7月4日 - ）は、アメリカ合衆国の元プロレスラー。テキサス州スウィートウォーター出身。父親はブラックジャック・マリガン、弟はケンドール・ウインダム。ディック・マードックは義理の叔父、マイク・ロトンドは義兄弟にあたる。
父親譲りの長身の持ち主だが、大型ラフファイターだったマリガンとは対照的に、インサイドワークを駆使する技巧派として活躍した。1980年代から1990年代を全盛期に、NWA、WCW、WWFなど各メジャー団体で実績を残している。

## 来歴

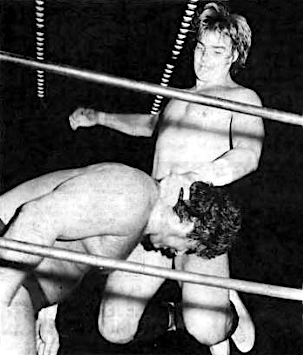
ドン・ムラコと対戦するウインダム（1980年）

1979年11月11日、父のブラックジャック・マリガンと叔父のディック・マードックが当時プロモートしていたテキサス州アマリロ地区（ザ・ファンクスが売却したNWAウエスタン・ステーツ・スポーツ）のテリトリーであるニューメキシコ州デミングにおいて、ジプシー・ジョーを相手にデビュー。
翌1980年2月より、エディ・グラハムが主宰するNWAフロリダ地区のCWFに参戦。金髪と長身、そして甘いマスクを持ったベビーフェイスの新鋭として売り出され、ブッチャー・ブラニガン、ゴードン・ネルソン、バグジー・マグロー、スーパー・デストロイヤー、ディック・スレーターらと対戦。7月26日にはマサ・サイトーを破り、同地区認定のTV王座を獲得した。
以降もCWFを主戦場に、ダスティ・ローデスやマリガンとのタッグで活躍。シングルでは1981年1月12日にドリー・ファンク・ジュニアからフロリダ・ヘビー級王座を、1982年12月18日にはグレッグ・バレンタインから南部ヘビー級王座を奪取。1980年代前半はリッキー・スティムボート、ポール・オーンドーフ、ケリー・フォン・エリック、ブッチ・リードらと共に、次期NWA世界ヘビー級王者候補の一人として期待を集めた。
1983年11月、全日本プロレスの世界最強タッグ決定リーグ戦にロン・フラーとの2メートル・コンビで初来日。キャリア不足もあって勝ち星には恵まれなかったものの、来日第1戦となる開幕戦（大阪府立体育館）でのスタン・ハンセン&ブルーザー・ブロディとの試合では、リッキー・スティムボート以来の初来日選手に対するコールが起こった。
1984年10月、フロリダでのタッグパートナーだったマイク・ロトンドと共にWWFと契約。ロトンドとのタッグチームはUSエクスプレス（The U.S. Express）と名付けられ、1985年1月21日にはノース・サウス・コネクション（マードック&アドリアン・アドニス）を破り、WWF世界タッグ王座を獲得した。同年3月31日、ニューヨークのマディソン・スクエア・ガーデンで行われたレッスルマニア第1回大会にてアイアン・シーク&ニコライ・ボルコフに敗れ王座から陥落するも、6月17日に奪還に成功。しかし、8月24日にドリーム・チーム（バレンタイン&ブルータス・ビーフケーキ）にタイトルを奪われ、同年10月にWWFを離脱した。

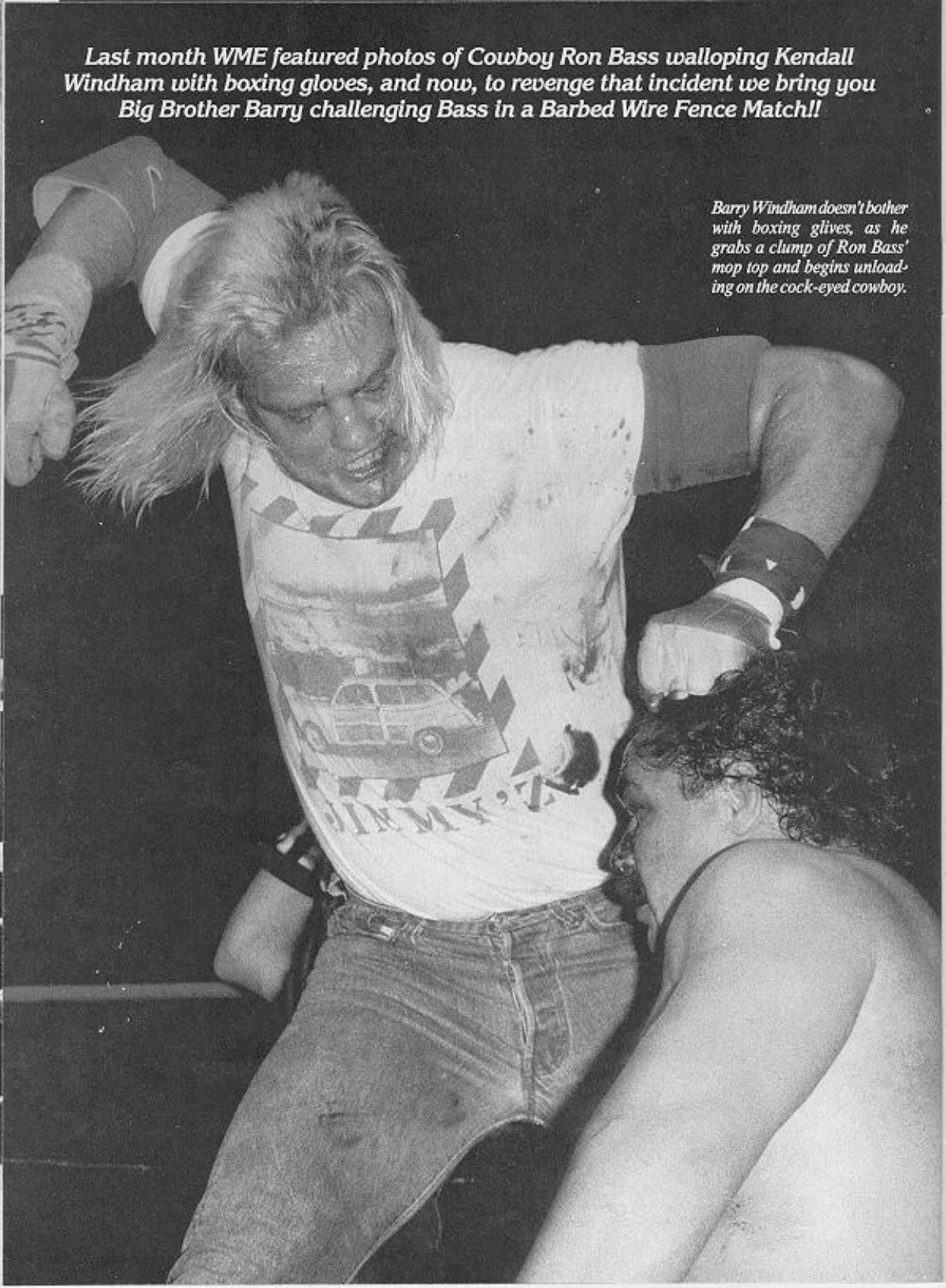
ロン・バスと対戦するウインダム（1987年）

1986年1月、ロトンドとのコンビで全日本プロレスに再来日。その後は古巣のフロリダを経て、同年末よりジム・クロケット・ジュニア主宰のNWAミッドアトランティック地区（ジム・クロケット・プロモーションズ）に定着、リック・フレアーのNWA世界ヘビー級王座に再三挑戦した。1987年5月から12月にかけては、クロケット・ジュニアが買収したビル・ワットのUWFにも出場して、UWF世界ヘビー級王者のビッグ・ババ・ロジャースと抗争を展開。ミッドアトランティック本隊では、1988年3月27日にフォー・ホースメンを脱退したレックス・ルガーと組んでアーン・アンダーソン&タリー・ブランチャードからNWA世界タッグ王座を奪取するが、数週間後にルガーを裏切ってヒールに転向、ルガーと入れ替わる形でホースメンの新メンバーとなった。5月13日にはトーナメントの決勝でニキタ・コロフを破り、父のマリガンも再三戴冠したNWA USヘビー級王座を獲得している。
1988年11月のテッド・ターナーのクロケット・プロ買収によるWCW発足後もフレアーのパートナーとなって活動していたが、1989年3月に一時WCWを離脱し、ザ・ウィドウメイカー（The Widowmaker）を名乗って6月よりWWFに短期間登場。ポール・ローマ、サム・ヒューストン、レッド・ルースター、ココ・B・ウェアなどから勝利を収め、ティト・サンタナとも対戦したが、トップ戦線に絡むことはなかった。
1990年には全日本プロレスへの3度目の来日を果たし、3月6日に日本武道館にてジャンボ鶴田の三冠ヘビー級王座に挑戦、その後WCWに復帰する。復帰後は再びホースメンに加わるも、1991年からはベビーフェイスに戻り、ダスティン・ローデスとの南部人タッグを結成した。同年3月、当時WCWと提携していた新日本プロレスに初参戦し、1992年8月のG1 CLIMAXにも出場。1993年2月21日にはノースカロライナ州アッシュビルでグレート・ムタを破り、復活版のNWA世界ヘビー級王座を奪取している。

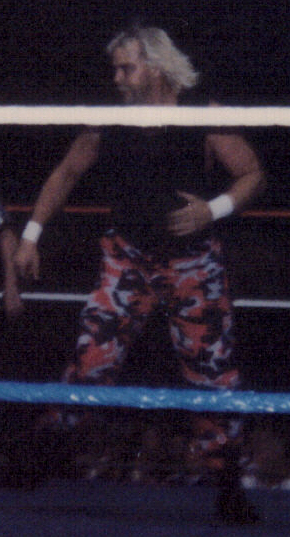
ザ・ストーカー（1996年）

1994年のWCW退団後はしばらくマット界から離れていたが、1996年末より密猟者ギミックのベビーフェイス、ザ・ストーカー（The Stalker）としてWWFに登場。ジェリー・ローラー、ハンター・ハースト・ヘルムスリー、スティーブ・オースチン、ファルーク・アサッドらと対戦した。翌1997年からは父マリガンと同様に黒ずくめのカウボーイ・スタイルとなって、ジャスティン・ブラッドショーを相棒に、ニュー・ブラックジャックス（The New Blackjacks）を結成。かつて父がブラックジャック・ランザとのコンビで一世を風靡した名タッグチーム、ザ・ブラックジャックスをリメイクした。同年の暮れには全日本プロレスの世界最強タッグ決定リーグ戦に、ニュー・ブラックジャックスとして参加。1983年の初来日以来、14年ぶりの最強タッグ出場を果たしている。
1998年にブラッドショーとのコンビを解消してヒールに転向、ジム・コルネットがWWF内で結成した「NWA軍」に加入するがファンの反応は鈍く、同年よりWCWに復帰する。しばらくは前座のポジションに甘んじていたものの、1999年にカート・ヘニング、ボビー・ダンカン・ジュニア、実弟のケンドール・ウインダムらと共に、カウボーイ・ユニットのウエスト・テキサス・レッドネックス（The West Texas Rednecks）を結成。同年2月21日にはヘニングと組みトーナメント決勝でクリス・ベノワ&ディーン・マレンコを、8月23日にはケンドールとの兄弟チームでハーレム・ヒート（スティービー・レイ&ブッカー・T）をそれぞれ破り、WCW世界タッグ王座を2回に渡って獲得した。
1999年にWCWを離れ、プエルトリコのWWCやテッド・デビアスがプロデュースしたWXOなどを転戦。2000年にはケンドールとのウインダム・ブラザーズで全日本の世界最強タッグ決定リーグ戦に来日、通算3回目の出場を果たした。2001年からはダスティ・ローデスが興したTCWに参加、以降はセミリタイア状態となり、各地のインディー団体へのスポット参戦を続けた。2004年5月にはIWAジャパンに来日。ロトンドの引退試合に三宅綾を加えたトリオで出場した。
2006年、プロデューサーとしてWWEと契約したが、2008年に解雇されている。2012年、フレアー、アンダーソン、ブランチャードおよびマネージャーのJ・J・ディロンと共に、フォー・ホースメンとしてWWE殿堂に迎えられた。
2024年、ロトンドとのUSエクスプレスとして再度のWWE殿堂入りを果たした。4月5日にペンシルベニア州フィラデルフィアのウェルズ・ファーゴ・センターで行われた式典では、甥のボー・ダラスがインダクターを務めた。

## 得意技
- フライング・ネックブリーカー・ドロップ
- フライング・ラリアット
- スーパープレックス
- ブルドッギング・ヘッドロック
- ドロップキック
- ダイビング・ニー・ドロップ
- ダイビング・エルボー・ドロップ
- スリーパー・ホールド
- ブレーン・クロー

## 獲得タイトル

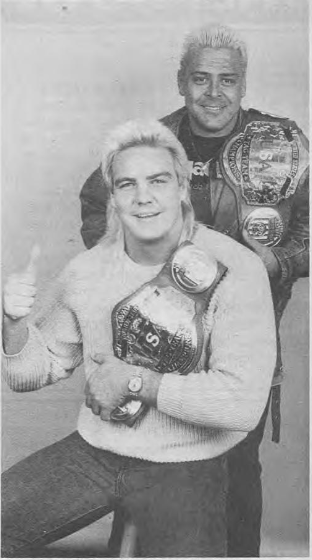
後方はロニー・ガービン（1987年）

チャンピオンシップ・レスリング・フロム・フロリダ
- NWAフロリダTV王座：1回[6]
- NWAフロリダ・ヘビー級王座：6回[7]
- NWAフロリダ・タッグ王座：2回（w / マイク・グラハム、スコット・マギー）[30]
- NWA南部ヘビー級王座（フロリダ版）：2回[8]
- NWA USタッグ王座（フロリダ版）：3回（w / マイク・ロトンド）[31]
- NWAフロリダ・グローバル・タッグ王座：1回（w / ロン・バス）[32]

ミッドアトランティック・チャンピオンシップ・レスリング
- NWA USヘビー級王座（ミッドアトランティック版）：1回[16]
- NWA USタッグ王座（ミッドアトランティック版）：1回（w / ロニー・ガービン）[33]
- NWAウエスタン・ステーツ・ヘリテージ王座：1回[34]
- NWA世界タッグ王座（ミッドアトランティック版）：1回（w / レックス・ルガー）[15]

ワールド・チャンピオンシップ・レスリング
- NWA世界ヘビー級王座（復活版）：1回[20]
- WCW世界TV王座：1回[35]
- WCW世界タッグ王座：3回（w / ダスティン・ローデス、カート・ヘニング、ケンドール・ウインダム）[24]

ワールド・レスリング・フェデレーション / ワールド・レスリング・エンターテインメント
- WWF世界タッグ王座：2回（w / マイク・ロトンド）[10][11]
- WWE殿堂：2012年度（フォー・ホースメンとして）[27]、2024年度（USエクスプレスとして）[28]

ワールド・レスリング・カウンシル
- WWC世界タッグ王座：1回（w / ケンドール・ウインダム）[36]

NWAサザン・チャンピオンシップ・レスリング
- NWA南部ヘビー級王座（テネシー版）：1回

ミュージック・シティ・レスリング
- NWA北米ヘビー級王座：1回

NWAニューイングランド
- NWAニューイングランド・ヘビー級王座：1回

ターンバックル・チャンピオンシップ・レスリング
- TCWヘビー級王座：2回

## マネージャー
- ルー・アルバーノ（WWF） ※USエクスプレス
- J・J・ディロン（MACW）※フォー・ホースメン
- ヒロ・マツダ（WCW）※ヤマサキ・コーポレーション
- ジム・コルネット（WWF）※WWF版NWA
- カーリー・ビル（WCW）※ウエスト・テキサス・レッドネックス

## 脚注

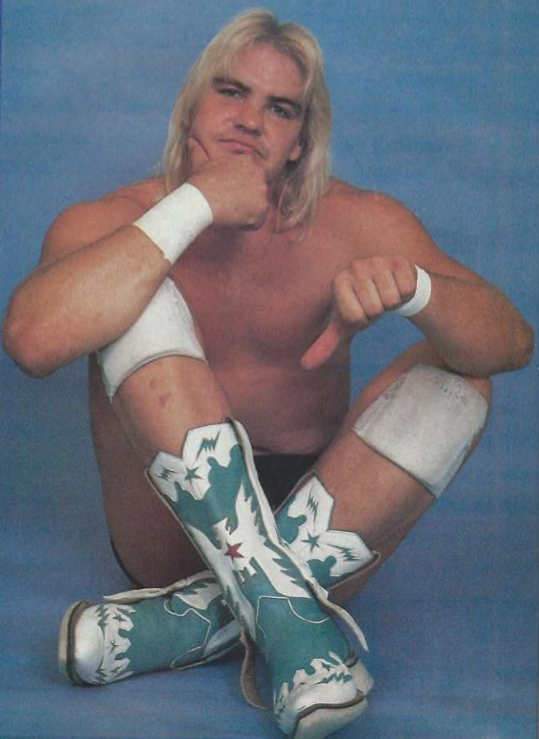
1986年